# Seijin Dojo
A Seijin Dojo a Bujinkan Budo Taijutsu (武神館, Magyarországon: Budzsinkan), ismertebb nevén a Nindzsucu magyarországi hivatalosan elismert iskolája. A Budzsinkan szervezetének budapesti dódzsója. A Seijin (生人) név jelentése, olyan embert takar, aki egy bizonyos úton már elindult, de még nem jár a végén. A harcosok útja, ahhoz hogy megismerjük önmagunkat, tudatosabbá és ezzel együtt a szó magasabb értelmében is „emberré” váljunk. A gyakorlások alkalmával igyekszik minden pillanatot megélni, és ezáltal fejlődni. Ez természetesen csak az egyik út a sok közül. Bármerre is indul az ember, ha kellő alázattal, és odafigyeléssel halad, ugyanezt tapasztalhatja meg máshol is.

## Felépítése
A Budzsinkan egy világszerte ismert, tradicionális Japán harcművészeti szervezet. Az első olyan iskola, ami nyilvánosan kezdte el oktatni a több száz éve titokban tartott ninjutsu-t. A ma létező többi ninja iskola is nagyrészt a Bujinkan-ból vált ki, vagy az ott tanított technikákat próbálta lemásolni. Tradíciónk tudásbázisa igen nagy, kiterjedt ismereti köre nem szűkül le csupán pusztakezes és fegyveres technikákra. Ez a harcművészeti rendszer kilenc különböző ryūha, vagyis harcművészeti stílus hagyományait egyesíti, melyek között vegyesen található ninja és samurai iskola.

Felfogásuk, tudástáruk, fegyverarzenáljuk különbözőek. Az eltérő stílusokat meghatározta a kialakulásának a körülményei, hogy milyen céllal és legfőképpen, hogy kinek szánták a kiképzést. Értelemszerűen más harcmodorra és más ismeretekre volt szüksége egy harctéren harcoló samurai-nak vagy egy titkos küldetésen lévő ninja-nak.
Minden olyan eszközt, technikát megtanultak, ami nélkülözhetetlen volt a túléléshez. Nem a dogmatikus tudásra, sokkal inkább a leleményességre és a kreativitásra építettek. Az előre meghatározott mozgásformák begyakorlása csupán az elvek megismerését, megértését segíti elő. A valós küzdelemben mindig az adott pillanatnak megfelelően kell cselekedni.
A mai médiában tévesen alakult ki az a kép a ninja-król, hogy bérgyilkosként öncélúan öltek. Kegyetlen gyilkosokként való ábrázolásuk gyökeres ellentétben áll azzal a ténnyel, hogy ennek az életmódnak a követői művelt emberek voltak, valódi polihisztorok, akik szükség esetén képesek voltak megvédeni önmagukat és családjukat, ha kellett harc árán is.

## Kilenc Ryu Bujinkanban
Togakure Ryu 戸隠流 Ninpo Happo Hiken
“Az elrejtett ajtó iskolája”
Ez az iskola a legrégebbi ryu-k egyike. Alapítása a XII. század második felére (inkább végére) tehető. Alapítója Daisuke Nishina, a ryu a nevét egy faluról, Togakure-ról kapta, ahol alapítója, s első Nagymestere született. Dr. Masaaki Hatsumi a ryu 34. Nagymestere.
Koto Ryu 虎倒流 Koppojutsu
“A földre sújtó tigris iskolája”
Alapítása a XVI. század közepén történt. Alapítója Sakagami Taro Kunishige. Eredetéről keveset tudni, de legvalószínűbb az, hogy a mai Korea területéről származik. Japánba egy Chan Buso nevű ember által került. Ryu-vá formálása Toda Sakyo Ishinsai nevéhez fűződik. Dr. Masaaki Hatsumi a ryu 18. Nagymestere.
Kumogakure Ryu 雲隠流 Ninpo Happo Hiken
“A felhőkbe rejtett iskola”
Alapítása a XVI. században történt. Alapítója Iga Heinaizaemon No Jo Ienaga. A Kumogakure Ryu taijutsu sok hasonlóságot mutat a Togakure Ryu-val. Ám a Kumogakure szűkebb állásokat tartalmaz. Legfőbb ismérve a Kamayari és az ugrótechnikák.
Shindenfudo Ryu 神伝不動流 Dakentaijutsu
“A megingathatatlan szív iskolája”
Szintén a XII. században alapították ezt a ryut. Alapítója Izumo Kanja Yoshiteru volt. Híres a kemény jutai-jutsu technikák miatt. Dr. Masaaki Hatsumi a ryu 26. Nagymestere.
Gyokushin Ryu 玉心流 Ninpo Happo Hiken
“Az ékszerszív iskolája”
Alapítása a XVI. század közepére tehető. Alapítója Sasaki Goeman Teruyoshi. Elég kevés technikája ismert, fő jellegzetessége a kémkedés. Dr. Masaaki Hatsumi a ryu 21. Nagymestere.
Kukishinden Ryu 九鬼神伝流 Taijutsu Happo Hiken
“A kilenc démonisten iskolája”
A XIV. század közepén alapította Izumo Kanja Yoshiteru. Számos fegyver-technikát vonultat fel, ami egyben meghatározza jellegzetességét. Dr. Masaaki Hatsumi a ryu 28. Nagymestere.
Takagi Yoshin Ryu 高木揚心流 Jutaijutsu
“A magas fa, emelkedett szív iskolája”
Alapítása a XVII. század közepén történt, ezért ez a legfiatalabb ryu a 9 iskola közül. Alapítója Takagi Oriemon Shigenobu. A ryu nevében található Yoshin szó jelentése fűzfa, amely ihletője volt az alapítónak. A technikáira jellemző, hogy nem igényelnek nagy helyet, éppen ezért eléggé szűk mozdulatai vannak. Dr. Masaaki Hatsumi a ryu 17. Nagymestere.
Gikan Ryu 義鑑流 Koppojutsu
“Az igazság, hűség és igazságosság iskolája”
A XVI. század közepén alapított iskola. Alapítója Uryu Hagan Gikanbo, de a ryu alapjait Akimoto Kanai Moriyoshi tette le, akit azonban nem ismertek el tényleges alapítónak. Jellemzői a mély, nehézkes állások, illetve a koppojutsu technikák. Érdekessége, hogy Toshitsugu Takamatsu Akimoto Fumionak adta át a Nagymesteri címet, ám Fumio korai halála után Dr. Masaaki Hatsumira kapta e címet.
Gyokko Ryu 玉虎流 Koshijutsu
“Az ékszertigris iskolája”
A Gyokko Ryu Koshijutsu a Bujinkan legrégebbi iskolája. Technikáit még a 900-as években fejlesztették ki, de az alapítása “csak” a XII. század közepén történt meg. Alapítója Tozawa Hakuunsai. Alaptaijutsu-i miatt híres leginkább, melyek a következők: Kihon Happo, Sanshin no Kata, Muto Taihenjutsu. Dr. Masaaki Hatsumi a ryu 28. Nagymestere.

## Fokozatok jelölései Magyarországon
A kyu fokozatoknál a Bujinkan embléma piros alapon fehér, fehér szegéllyel. A 10. kyu után az övek színe a 14 év feletti tanulóknál: fiúknál zöld, a lányoknál piros. A 14 éves kor alatt mindenkinek egységesen sárga. Egyes országokban eltérő övszínekkel is találkozhatunk.
- 10. kyu – egységesen a fehér öv (néhány dojoban 10. kyu-ra nem vizsgáznak)
- 9. kyu – zöld, piros, vagy sárga öv
- 8. kyu – zöld, piros vagy sárga öv, 1 ezüst csillag
- 7. kyu – zöld, piros vagy sárga öv, 2 ezüst csillag
- 6. kyu – zöld, piros vagy sárga öv, 3 ezüst csillag
- 5. kyu – zöld, piros vagy sárga öv, 4 ezüst csillag
- 4. kyu – zöld, piros vagy sárga öv, 1 arany csillag
- 3. kyu – zöld, piros vagy sárga öv, 2 arany csillag
- 2. kyu – zöld, piros vagy sárga öv, 3 arany csillag
- 1. kyu – zöld, piros vagy sárga öv, 4 arany csillag

Ezután már a mesterfokozatok vizsgái jönnek, kezdve az 1. dan-nal, majd a 2., egészen a 10. dan-ig. Az öv színe az 1. dan-tól fekete és ez nem is változik. A Bujinkan embléma piros alapon fekete, fekete szegéllyel. Az 5. dan-tól az embléma piros alapon fekete, fehér szegéllyel.
- 1. dan – fekete öv, piros alapon fekete Bujinkan embléma
- 2. dan – fekete öv, 1 ezüst csillag
- 3. dan – fekete öv, 2 ezüst csillag
- 4. dan – fekete öv, 3 ezüst csillag
- 5. dan – fekete öv, piros alapon fekete Bujinkan embléma, fehér szegéllyel
- 6. dan – fekete öv, 1 ezüst csillag
- 7. dan – fekete öv, 2 ezüst csillag
- 8. dan – fekete öv, 3 ezüst csillag
- 9. dan – fekete öv, 4 ezüst csillag
- 10. dan – fekete öv, sárgás alapon zöld Bujinkan embléma

Ezt követően még 5 fokozat van a Bujinkanban. Ezeket a fokozatokat csak a Soke adományozhatja a kivételes tanítványainak. Danoknak is nevezik, de sokkal inkább az öt természeti elem megtestesítője (chi-föld, sui-víz, ka-tűz, fu-szél, ku-univerzum). Ezen fokozatok jelölése a narancssárga alapon zöld embléma és szegély. A Bujinkan embléma felett 1, 2, 3, 4 vagy 5 ezüst csillag.
A Soke (jelenleg Masaaki Hatsumi) emblémája piros alapon arany szegély és írás. Ezt csak a Soke viselheti.

## Megszólítások
A tanuló fokozatú tréningvezető: Senpai (ez a titulus nem automatikus, ezt a tanító adományozza az arra érdemes tanulónak).
A mesterfokozatú tréningvezető: Sensei. Ez a megszólítás minden Budo mesternek kijár, bár a Bujinkanon belül változó gyakorisággal használják..
Míg a Sensei egy általános, minden mesternek kijáró megszólítás, addig vannak olyanok is, amelyek függnek a fokozat nagyságától, magyarul a “Dan-ok számától”. Ezek már inkább címek, csak olyan mesternek van, aki hivatalosan taníthat, tanítványai vannak.
- 1-4 Dan-ig Shidoshi-ho.
- 5-9 Dan-ig Shidoshi.
- 10. Dan-tól Shihan.
- A nagymester titulusa a Soke.